# Nawapol Thamrongrattanarit
Nawapol Thamrongrattanarit est un cinéaste d'avant garde thaïlandais, réalisateur, scénariste, producteur et critique. Admirateur de Jean-Luc Godard, il invente un cinéma expérimental à l'instar d'un Michel Gondry et à la manière de l'Oucipo. Son style documentaire laconique, où se ressent la prééminence de Wong Kar-wai, traduit le désarroi face au vide d'une jeunesse « 2.0 » sans rapport avec la société traditionnelle des adultes et le temps linéaire de celle-ci.

## Biographie
Diplômé en 2006 de la Faculté des Lettres de l'université Chulalongkorn de Bangkok, Nawapol Thamrongrattanarit consacre l'année suivante au Berlinale Talents Campus (de) de Berlin, qui est un enseignement pratique réservé à trois cent cinquante talents prometteurs sélectionnés dans le monde. À son retour, en 2008, il rend compte de cette expérience berlinoise sous la forme non d'un film mais d'un livre.
Parallèlement, il s'implique de diverses manières dans de multiples festivals nationaux et y présente ses courts métrages. Il a l'occasion de participer à un atelier animé par Apichatpong Weerasethakul et reçoit plusieurs distinctions. Depuis, il donne des critiques dans des revues, A Day, Hamburger, Sketch U, Bioscope, Fuse (en), et travaille comme scénariste intermittent pour la GTH Film Company (en).
Alors que, depuis les manifestations de 2010, son pays connaît l'instabilité, il anime un groupe de cinéastes autodidactes qu'il a fondé, Third Class Citizen. Proche du cinéma indépendant d'Aditya Assarat, Sivaroj Kongsakul ou Kongdej Jaturanrasamee, il y milite pour la convergence du cinéma et de la vidéo.

## Filmographie

### Longs métrages
- 36, 2012[8].
- Mary Is Happy, Mary Is Happy[nb 1], 2013.
- The Master (เดอะมาสเตอร์), 2014.
- Heart Attack [9],[10](Freelance[11]) (ฟรีแลนซ์..ห้ามป่วย ห้ามพัก ห้ามรักหมอ), 2015
- Die Tomorrow[12] (พรุ่งนี้ตาย), 2017
- BNK48 : Girl 's Don't Cry, 2018
- Happy Old Year[13] (ฮาวทูทิ้ง..ทิ้งอย่างไรไม่ให้เหลือเธอ), 2019
- Fast and Feel Love, 2022

### Moyens métrages
- Shit happens, 2006.
- Penguin, 2007.

### Courts métrages
- My shrunk house, 2004.
- There, there, 2005.
- See, 2006.
- Yuriem est le mari d'un étrangère, 2006.
- The perfect english gentleman, 2006.
- The very quiet fashion show, 2007.
- You have to wait, anyway, 2007.
- Giraffe, in Very short new year cine Bratton, 2008.
- Tapir, in Remains, 2008.
- Sing dee dee, 2008.
- I'am ok, in Nikes olympic games, 2008.
- Mr. Mee wanna go to Egypt, 2009.
- Français, 2009.
- The temptation, 2009.
- Panatipata, 2009.
- Cherie is korean-thai, 2010.
- The mother wanna go to Carrefour, 2010.
- I believe that over one million people hate Maythawee, 2011.

### Coordination de collections de courts métrages
- Very short new year cine Bratton, 2008.

### Scénarios
- S. Sugmakanan, The Billionaire, 2011.
- S. Sivakumar, Interior, 2011.
- M. Chukiat Sakwirakul (en), Home kwamrak kwamsuk kwam songjam, 2012.

### Scénarios partiels
- A. Treesirikasem (A. Trisirikasem), Bangkok Traffic (Love) Story / รถไฟฟ้า มาหานะเธอ (Rot fai faa...Maha na ter), 2009.
- J. Maligool, A. Tresirikasem & P. Parijtipanya, Seven Something (en), 2012.

## Réception
« (...) écriture bouleversante, artistique, économe, et ne contenant pas le moindre mot inutile. »

— Bela Tarr, Jean-Marie Gustave Le Clézio, David Gilmour, Naomi Kawase et Jung Woo-Sung, jurés félicitants Nawapol Thamrongrattanarit en 2012 au Festival de Busan pour son film 36.

## Distinctions

### Prix nationaux
2004
- Mention spéciale de la cinquième Movie Mania de la Faculté de communication de l'université Chulalongkorn de Bangkok.

2006
- Second prix de la quatrième Compétition du film FAT de Thaïlande.
- Mention spéciale du dixième Festival du court métrage et de la vidéo thaïs.

2008
- Thaiteentv.com New-gen Documentary.

2009
- Mention spéciale du treizième Festival du court métrage thaï.
- Second prix du treizième Festival du court métrage thaï.

2010
- Premier prix du quatorzième Festival du court métrage thaï.

2013
- Meilleur film du Prix Kom Chud Leuk.
- Meilleur scénario du Prix Kom Chud Leuk.
- Meilleur scénario du Prix cinématographique BK de BK Magazine.
- Meilleur réalisateur du Prix de l'Association des réalisateurs thaïs.
- Second meilleur film du Prix de l'Association des réalisateurs thaïs.

2014
- Meilleur réalisateur du Prix Kom Chud Leuk.
- Meilleur film du Prix du film national thaï (en).
- Meilleur réalisateur du Prix Starpics de Bangkok.

### Prix internationaux
2012
- Prix des nouveaux courants du dix septième Festival cinématographique international de Busan.
- Prix Fipresci du dix septième Festival cinématographique international de Busan.
- Prix du jeune talent du neuvième Festival du film asiatique de Hong Kong.
- Meilleur réalisateur du quatorzième Festival cinématographique international Cinemanila de Manille.

2013
- Meilleur premier film du douzième Festival international des cinéastes débutants ou étudiants de Saint-Pétersbourg.
- Meilleur film du Festival international de l'orange d'or de Satalie.
- Meilleur film du septième Festival cinématographique des cinq saveurs de Varsovie.
- Meilleur scénario de long métrage du vingtième Festival du cinéma indépendant l'Alternative de Barcelone.

2014
- Mention spéciale du Festival du film indépendant de Buenos Aires.
- Prix du meilleur film asiatique du cinquantième Festival cinématographique du Cheval d'or de Taipeh.